# Paracyclidae
Paracyclidae zijn een uitgestorven familie van tweekleppigen uit de orde Lucinida.